# 川治村 (愛知県)
川治村（かわじむら）は、愛知県海西郡にかつてあった村である。
現在の愛西市の一部（旧・立田村南東部）。雀ヶ森町、森川町、小茂井町）に該当する。

## 歴史
- 1878年（明治11年） -
  - 鶉山午新田が分割され、山路村と雀ヶ森村に編入される。
  - 上古川村、下古川村、大森村、梶島新田が合併し、森川村となる。
- 1889年（明治22年）10月1日 - 森川村、山路村、雀ヶ森村、小茂井村が合併し、川治村が発足。
- 1906年（明治39年）7月1日 - 早尾村、立和村、五会村、六ツ和村の一部と合併し、立田村発足。同日川治村は廃止。